# Saudi-arabische Fußballnationalmannschaft (U-20-Männer)
Die saudi-arabische U-20-Fußballnationalmannschaft ist eine Auswahlmannschaft saudi-arabischer Fußballspieler. Sie unterliegt der Saudi Arabian Football Federation und repräsentiert sie international auf U-20-Ebene, etwa in Freundschaftsspielen gegen die Auswahlmannschaften anderer nationaler Verbände oder bei U-20-Weltmeisterschaften und U-19-Asienmeisterschaften.
Das beste Ergebnis bei einer Weltmeisterschaft erreichte die Mannschaft 2011 in Kolumbien, als sie im Achtelfinale gegen den späteren Weltmeister Brasilien verlor.
Die Asienmeisterschaft gewann sie 1986, 1992 und 2018. 1985, 2016 und 2025 erreichten sie den zweiten Platz.

## Teilnahme an U-20-Weltmeisterschaften
| 1977 | nicht qualifiziert |
| 1979 | nicht qualifiziert |
| 1981 | nicht qualifiziert |
| 1983 | nicht qualifiziert |
| 1985 | Vorrunde           |
| 1987 | Vorrunde           |
| 1989 | Vorrunde           |
| 1991 | nicht qualifiziert |
| 1993 | Vorrunde           |
| 1995 | nicht qualifiziert |
| 1997 | nicht qualifiziert |
| 1999 | Vorrunde           |
| 2001 | nicht qualifiziert |
| 2003 | Vorrunde           |
| 2005 | nicht qualifiziert |
| 2007 | nicht qualifiziert |
| 2009 | nicht qualifiziert |
| 2011 | Achtelfinale       |
| 2013 | nicht qualifiziert |
| 2015 | nicht qualifiziert |
| 2017 | Achtelfinale       |
| 2019 | Vorrunde           |
| 2023 | nicht qualifiziert |

## Teilnahme an U-20-Asienmeisterschaften
(bis 2006 Junioren-Asienmeisterschaft)
| 1959 | nicht teilgenommen |
| 1960 | nicht teilgenommen |
| 1961 | nicht teilgenommen |
| 1962 | nicht teilgenommen |
| 1963 | nicht teilgenommen |
| 1964 | nicht teilgenommen |
| 1965 | nicht teilgenommen |
| 1966 | nicht teilgenommen |
| 1967 | nicht teilgenommen |
| 1968 | nicht teilgenommen |
| 1969 | nicht teilgenommen |
| 1970 | nicht teilgenommen |
| 1971 | nicht teilgenommen |
| 1972 | nicht teilgenommen |
| 1973 | nicht teilgenommen |
| 1974 | nicht teilgenommen |
| 1975 | nicht teilgenommen |
| 1976 | nicht teilgenommen |
| 1977 | Viertelfinale      |
| 1978 | Viertelfinale      |
| 1980 | nicht qualifiziert |
| 1982 | nicht qualifiziert |
| 1985 | 2. Platz           |
| 1986 | Sieger             |
| 1988 | nicht qualifiziert |
| 1990 | nicht qualifiziert |
| 1992 | Sieger             |
| 1994 | nicht qualifiziert |
| 1996 | nicht qualifiziert |
| 1998 | 3. Platz           |
| 2000 | nicht qualifiziert |
| 2002 | 3. Platz           |
| 2004 | nicht qualifiziert |
| 2006 | Viertelfinale      |
| 2008 | Viertelfinale      |
| 2010 | Halbfinale         |
| 2012 | Vorrunde           |
| 2014 | nicht qualifiziert |
| 2016 | 2. Platz           |
| 2018 | Sieger             |
| 2023 | Vorrunde           |
| 2025 | 2. Platz           |

## Ehemalige Spieler
- Yasser al-Shahrani (2011–2012, A-Nationalspieler)
- Abdullah Otayf (2010–2012, A-Nationalspieler)
- Turki al-Ammar (2017–2019, A-Nationalspieler)
- Abdullah al-Hamdan (2017–2019, A-Nationalspieler)
- Firas al-Buraikan (2017–2019, A-Nationalspieler)
- Fahad Al-Muwallad (2011–2015, A-Nationalspieler)